# Astragalus colhuensis
Astragalus colhuensis es una especie de planta del género Astragalus, de la familia de las leguminosas, orden Fabales.
Fue descrita científicamente por E. Gómez-Sosa.